# Carlos González Romero
Carlos Alberto González Romero  (Coronel, 22 de octubre de 1960) es un exfutbolista y actual entrenador chileno.
Como jugador, tuvo una larga carrera por diferentes equipos de Chile, Perú, Costa Rica, y El Salvador. Es recordado por su buen paso por Lota Schwager entre las décadas de 1970 y 1980. En 1981, a través de un gol de penal, empató un importante partido ante Universidad de Chile, el cual dejó al cuadro laico en el segundo puesto, y a la postre significó el subcampeonato azul.
En el año 2002 fue nombrado como director técnico de Deportes Concepción. En 2004, fue contratado por Deportes Temuco, en esa temporada clasificó al conjunto araucano a los cuartos de final de los torneos de Apertura y Clausura.
Tras la buena campaña en el Pije, el 12 de diciembre de 2005 firmó un contrato con Santiago Wanderers para entrenarlos de cara al Torneo Apertura. El 3 de julio fue despedido de Wanderers.
En 2006 regresó a dirigir a Deportes Temuco. El 23 de abril de 2007 fue despedido, siendo reemplazado por Eduardo Bonvallet.
En julio de 2010, fue nombrado como técnico de Unión Temuco. Tras una seguidilla de malos resultados, es cesado de sus funciones en abril de 2011.

## Clubes

### Como entrenador
| Club                | País  | Año       |
| ------------------- | ----- | --------- |
| Deportes Concepción | Chile | 2002      |
| Deportes Temuco     | Chile | 2004      |
| Santiago Wanderers  | Chile | 2005      |
| Deportes Temuco     | Chile | 2006-2007 |
| Fernández Vial      | Chile | 2008      |
| Unión Temuco        | Chile | 2010-2011 |